# Jugoslaviska mästerskapet i fotboll 1939/1940
Jugoslaviska mästerskapet i fotboll 1939/1940 innebar att Jugoslaviens nationella liga vanns av kroatiska Građanski Zagreb. Serien spelades 2 maj-19 juni 1940.
Säsongen förkortades. 1939 hade andra världskriget brutit ut, och kroatiska och slovenska klubbar började lämna Jugoslaviens fotbollsförbund och gå med i Kroatiens fotbollsförbund, i protest mot vad man ansåg vara centralisering av sporten till serberna i Belgrad. Kroatisk-sloveniska fotbollsligan skapades, med NK Ljubljana som enda representant. Samtidigt spelades en serbisk förstaliga.
Den 6 april 1941 angreps Jugoslavien av Axelmakterna, och stora delar av idrottslivet rasade samman. Dock kunde Oberoende staten Kroatien (NDH) arrangera nationella mästerskap.
1946 (åter)skapades en liga för hela Jugoslavien.

## Tabell
| Placering | Klubb            | Spelade matcher | Vinster | Oavgjorda | Förluster | Gjorda mål | Insläppta mål | Målskillnad | Poäng |
| --------- | ---------------- | --------------- | ------- | --------- | --------- | ---------- | ------------- | ----------- | ----- |
| 1         | Građanski Zagreb | 10              | 8       | 0         | 2         | 25         | 11            | +14         | 16    |
| 2         | BSK Belgrad      | 10              | 7       | 1         | 2         | 30         | 7             | +23         | 15    |
| 3         | Slavija Sarajevo | 10              | 7       | 0         | 3         | 14         | 14            | 0           | 14    |
| 4         | FK Jugoslavija   | 10              | 3       | 2         | 5         | 16         | 18            | +2          | 8     |
| 5         | Hajduk Split     | 10              | 1       | 3         | 6         | 14         | 29            | -15         | 5     |
| 6         | HAŠK             | 10              | 1       | 0         | 9         | 12         | 32            | -20         | 2     |

### Mästarna
Građanski Zagreb (tränare: Marton Bukovi)
Emil Urch
 Miroslav Brozović
 Ivan Jazbinšek
 Zvonimir Cimermančić
 Svetozar Đanić
 Ivan Belošević
 August Lešnik
 Milan Antolković
 Florijan Matekalo
 Drago Žalant
 Mirko Kokotović